# Leo Lähteenmäki
Leo Lähteenmäki (8 de junio de 1907-16 de octubre de 1982) fue un actor finlandés.

## Biografía
Su nombre completo era Leo Ludvig Lähteenmäki, y nació en Tampere, Finlandia, siendo sus padres Vilhelm Lähteenmäki y Vilhelmiina Lähteenmäki.
Lähteenmäki inició su carrera teatral actuando en el Teatro de Tampere, donde trabajó bajo la dirección de Eino Salmelainen entre 1925 y 1934. Entre las primeras obras en las que actuó Lähteenmäki figuran la comedia de Larin-Kyösti Aarteenetsijät, así como las piezas Tuhkimo (1926), Oopperapalo (1926). En la opereta de Imre Kálmán La princesa del circo, el actor trabajó acompañando a Sirpa Tolonen. En la obra de Minna Canth Anna Liisa (1931) fue Mikko, encarnando a la protagonista la actriz Anni Hämäläinen, con la cual Lähteenmäki formó pareja artística en el Teatro de Tampere.
En 1934 Lähteenmäki pasó al Kansanteatteri de Helsinki. Allí formó un popular trío de comedia con el matrimonio Siiri y Kaarlo Angerkoski. Entre las obras que representó en dicho figuran Edvardin lapset y Niskavuoren Heta. 
Lähteenmäki visitó en mayo de 1936 el Työväen Teatteri de Tampere, trabajando con Vappu Elo en Shirasin prinssi. Volvió al mismo teatro en noviembre de 1949 para actuar en la comedia Huhtikuu tulee, cuyo papel había escrito especialmente para él Mika Waltari. Durante la Segunda Guerra Mundial actuó para la oficina de entretenimiento de las Fuerzas Armadas, visitando guarniciones y hospitales representando obras como Palvelukseen halutaan.
Otras obras teatrales destacadas en las que actuó Lähteenmäki fueron Nero ja veli, Laulu tulipunaisesta kukasta, Elämän leikki y Gabriel, tule takaisin.
Leo Lähteenmäki debutó en el cine con la película muda de 1928 dirigida por Uuno Eskola Lumisten metsien mies. La cinta contó con otros seis actores del Teatro de Tampere, siendo el protagonista Viljo Hurme. La cinta tuvo poco éxito, y la productora Aquila quebró. En la película Mies Marseillesta (1937), Lähteenmäki encarnó al personaje principal, Petter. En SF-paraati (1940) fue Leo Paalu, y en Rykmentin murheenkryyni (1938) interpretó al maestro Lauri Auermaa.
Durante la guerra, Lähteenmäki actuó en Ketunhäntä kainalossa, Totinen torvensoittaja, Poikamies-pappa y Maskotti. En los años 1950 actuó en Niskavuoren Heta, interpretando a Santeri Lammentausta, un papel que había encarnado en el teatro. En adelante fue habitualmente un actor de reparto, como ocurrió en Kipparikvartetti, Lentävä kalakukko, Kaksi vanhaa tukkijätkää y Oksat pois.... Hizo su última actuación acreditada para el cine, como Järvelä, en la cinta de Edvin Laine Pinsiön parooni (1962). Con posterioridad hizo algunas actuaciones para la televisión y el teatro, así como una actuación menor, sin aparecer en los créditos, en la película Doctor Zhivago (1965).
Por su trayectoria artística, en el año 1958 fue premiado con la Medalla Pro Finlandia.
Leo Lähteenmäki falleció en Helsinki, Finlandia, en el año 1982.

## Filmografía
- 1928 : Lumisten metsien mies
- 1937 : Mies Marseillesta
- 1938 : Rykmentin murheenkryyni
- 1939 : Vihtori ja Klaara
- 1939 : Helmikuun manifesti
- 1939 : Halveksittu
- 1939 : Eteenpäin – elämään
- 1940 : SF-paraati
- 1940 : Ketunhäntä kainalossa
- 1940 : Aatamin puvussa... ja vähän Eevankin
- 1941 : Totinen torvensoittaja
- 1941 : Poikamies-pappa
- 1942 : Niin se on, poijaat!
- 1943 : Tyttö astuu elämään
- 1943 : Maskotti
- 1945 : Rakkautensa uhri
- 1945 : Mikä yö!
- 1949 : Isäntä soittaa hanuria
- 1951 : Rion yö
- 1952 : Yhden yön hinta
- 1952 : Niskavuoren Heta
- 1952 : Kipparikvartetti
- 1953 : Lentävä kalakukko
- 1953 : Alaston malli karkuteillä
- 1954 : Pekka ja Pätkä lumimiehen jäljillä
- 1954 : Niskavuoren Aarne
- 1954 : Minä soitan sinulle.. illalla...
- 1954 : Kaksi vanhaa tukkijätkää
- 1954 : Hilmanpäivät
- 1955 : Kaunis Kaarina
- 1957 : 1918
- 1958 : Sven Tuuva
- 1958 : Pieni luutatyttö
- 1958 : Äidittömät
- 1960 : Skandaali tyttökoulussa
- 1960 : Oho, sanoi Eemeli
- 1960 : Kankkulan kaivolla
- 1961 : Tyttö ja hattu
- 1961 : Toivelauluja
- 1961 : Oksat pois...
- 1961 : Kultainen vasikka
- 1962 : Pinsiön parooni